# Magny-Vernois
Magny-Vernois ist eine französische Gemeinde im Département Haute-Saône in der Region Bourgogne-Franche-Comté.

## Geographie
Magny-Vernois liegt auf einer Höhe von 289 m über dem Meeresspiegel, zwei Kilometer südwestlich von Lure und etwa 24 Kilometer ostnordöstlich der Stadt Vesoul (Luftlinie). Das Dorf erstreckt sich im östlichen Teil des Departements, in der Ebene von Lure, am östlichen Ufer des Flüsschens Reigne.
Die Fläche des 6,38 km² großen Gemeindegebiets umfasst einen Abschnitt der Ebene von Lure. Die Schwemmebene am Rand der Vogesen liegt durchschnittlich auf 285 m. Sie wird von den Flussläufen des Ognon und der Reigne durchzogen, die mit mehreren Windungen durch ein ehemals sumpfiges Gebiet nach Süden fließen. Die Ebene wird teils landwirtschaftlich genutzt, teils ist sie mit Wald bestanden. An mehreren Orten gibt es Fischweiher.
Die östliche Abgrenzung verläuft entlang dem Ognon. Vom Flusslauf erstreckt sich das Gemeindeareal westwärts über die Ebene von Magny und die Niederung der Reigne bis auf das angrenzende Plateau des Grand Bois, das von zwei Seitenbächen der Reigne, im Norden vom Picot und im Süden vom Razou begrenzt wird. Mit 312 m wird auf diesem Plateau die höchste Erhebung von Magny-Vernois erreicht.
Nachbargemeinden von Magny-Vernois sind Lure im Norden und Osten, Vouhenans und Vy-lès-Lure im Süden sowie Amblans-et-Velotte und Bouhans-lès-Lure im Westen.

## Geschichte
Den Ursprung der Siedlung Magny-Vernois bildete eine Grangie, die vom Kloster Lure abhängig war. Zu ihr gehörte auch eine Mühle an der Reigne, die im 18. Jahrhundert erneuert wurde und noch heute existiert. Im Mittelalter gehörte das Dorf zur Freigrafschaft Burgund und darin zum Gebiet des Bailliage d’Amont. Erwähnt wird das Dorf 1505 unter dem Namen Magny vernay, 1748 als Magny Vernoy. 
Während des Dreißigjährigen Krieges wurde Magny-Vernois 1636 von schwedischen Truppen zerstört. Zusammen mit der Franche-Comté gelangte der Ort mit dem Frieden von Nimwegen 1678 definitiv an Frankreich. Ein 1659 gegründeter Hochofen war im 18. Jahrhundert von Bedeutung für das wirtschaftliche Leben des Dorfes, im 19. Jahrhundert wurde er durch eine Gießerei ersetzt. Im Jahr 1780 fiel ein großer Teil des Dorfes einem Brand zum Opfer. Heute ist Magny-Vernois Mitglied des Gemeindeverbandes Pays de Lure.

## Bevölkerung
| Jahr                       | 1962 | 1968 | 1975 | 1982 | 1990 | 1999 | 2006 | 2018 |
| Einwohner                  | 678  | 703  | 792  | 927  | 1043 | 1023 | 1200 | 1389 |
| Quellen: Cassini und INSEE |      |      |      |      |      |      |      |      |

Mit 1361 Einwohnern (1. Januar 2022) gehört Magny-Vernois zu den größeren Gemeinden des Départements Haute-Saône. Nachdem die Einwohnerzahl in der ersten Hälfte des 20. Jahrhunderts stets im Bereich zwischen 500 und 630 Personen gelegen hatte, wurde seit Beginn der 1960er Jahre ein deutliches Bevölkerungswachstum verzeichnet. Seither hat sich die Einwohnerzahl fast verdoppelt. Das Siedlungsgebiet von Magny-Vernois ist heute mit demjenigen von Lure zusammengewachsen.

## Sehenswürdigkeiten

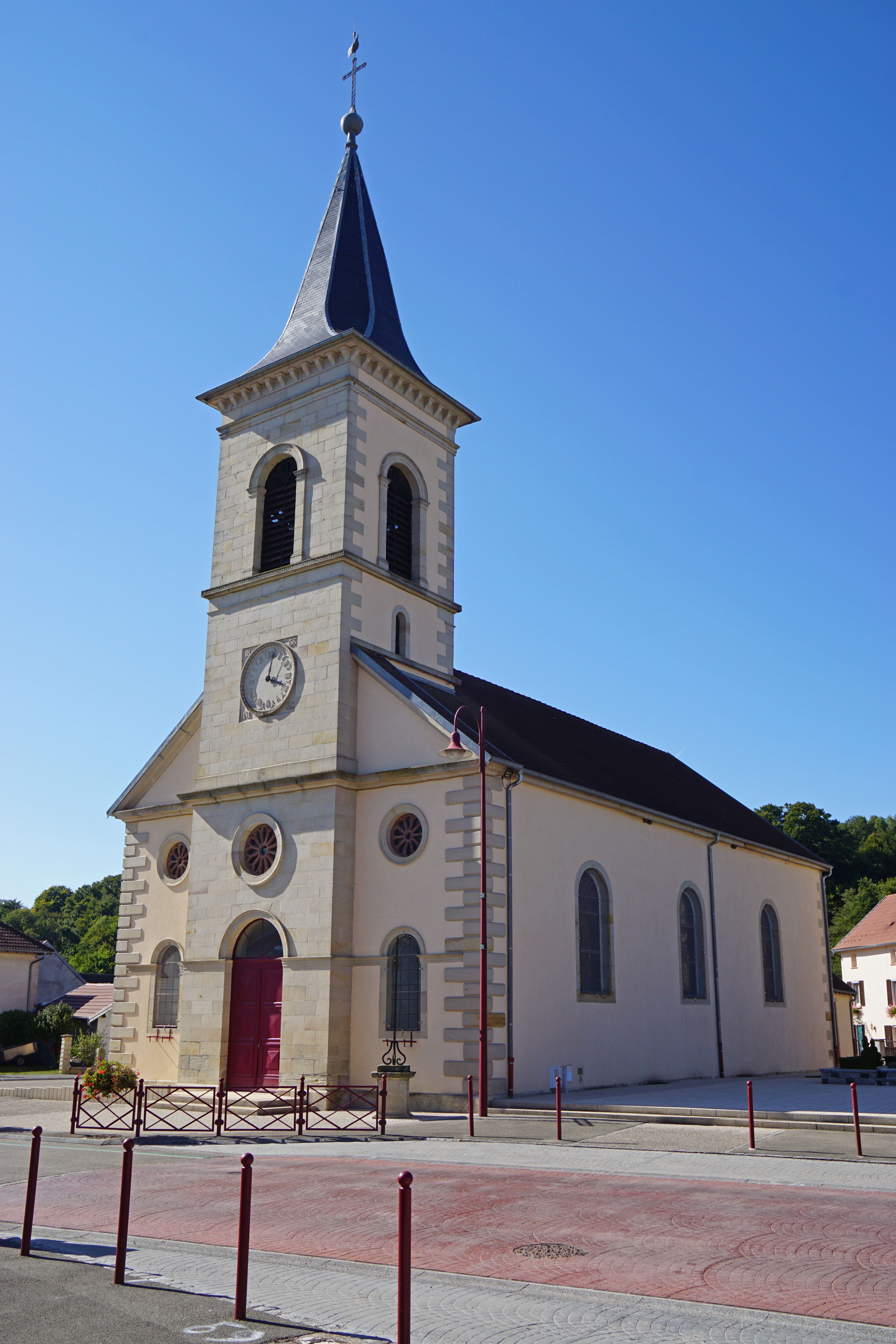
Kirche Saint-Desle

Die Kirche Saint-Desle wurde im 19. Jahrhundert erbaut. Sie beherbergt eine Statue des heiligen Desle (17. Jahrhundert) und Gemälde des savoyischen Malers Gamon-Dupasquier (19. Jahrhundert). Drei steinerne Wegkreuze stammen aus dem 16. und 18. Jahrhundert. Sehenswert ist auch die im 18. Jahrhundert neu erbaute ehemalige Mühle der Äbte von Lure an der Reigne.

## Wirtschaft und Infrastruktur
Magny-Vernois war lange Zeit ein vorwiegend durch die Landwirtschaft (Ackerbau, Obstbau und Viehzucht), die Forstwirtschaft und die Fischzucht geprägtes Dorf. Die Wasserkraft der Flussläufe wurde früher für den Betrieb von Mühlen genutzt. Im Weiteren spielten eine Ziegelei und eine Gießerei eine wichtige Rolle im wirtschaftlichen Leben des Dorfes. 
Mittlerweile hat sich Magny-Vernois zu einem Industrie- und Gewerbestandort in der Agglomeration Lure entwickelt. Die beiden Unternehmen Faurecia der Gruppe PSA (Automobilindustrie) und Vétoquinol (Tiermedizin) vereinigen mehr als 1000 Arbeitsplätze. Daneben gibt es verschiedene Betriebe des lokalen Kleingewerbes. Magny-Vernois ist somit eine Zupendlergemeinde.
Die Ortschaft liegt abseits der größeren Durchgangsachsen nahe einer Departementsstraße, die von Lure nach Villersexel führt. Weitere Straßenverbindungen bestehen mit Vouhenans und Amblans-et-Velotte. Durch das Gebiet führte die Eisenbahnlinie von Lure nach Villersexel, die im Zuge des Baus der TGV-Linie Rhin-Rhône wieder aktiviert wird.

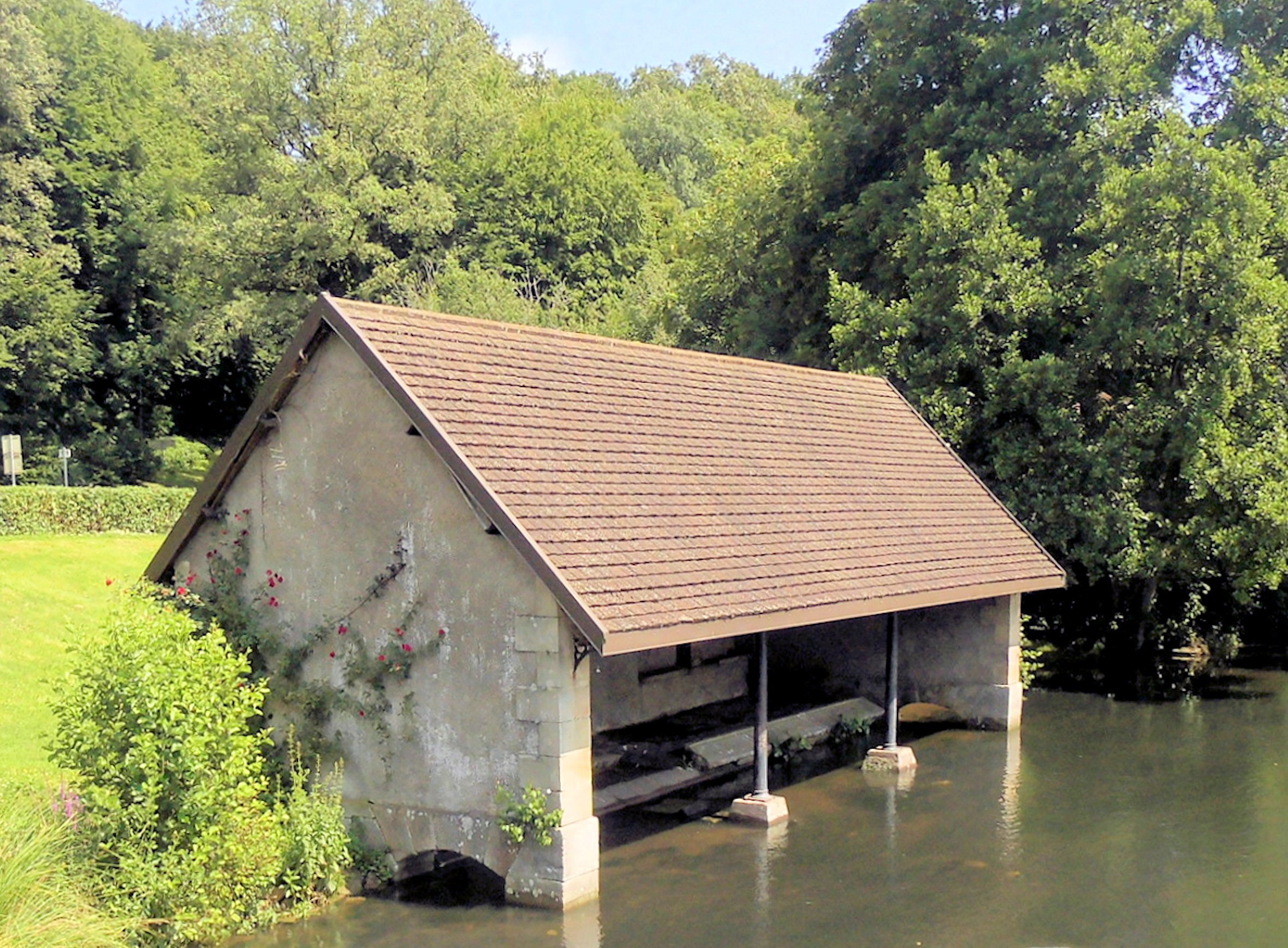
Lavoir
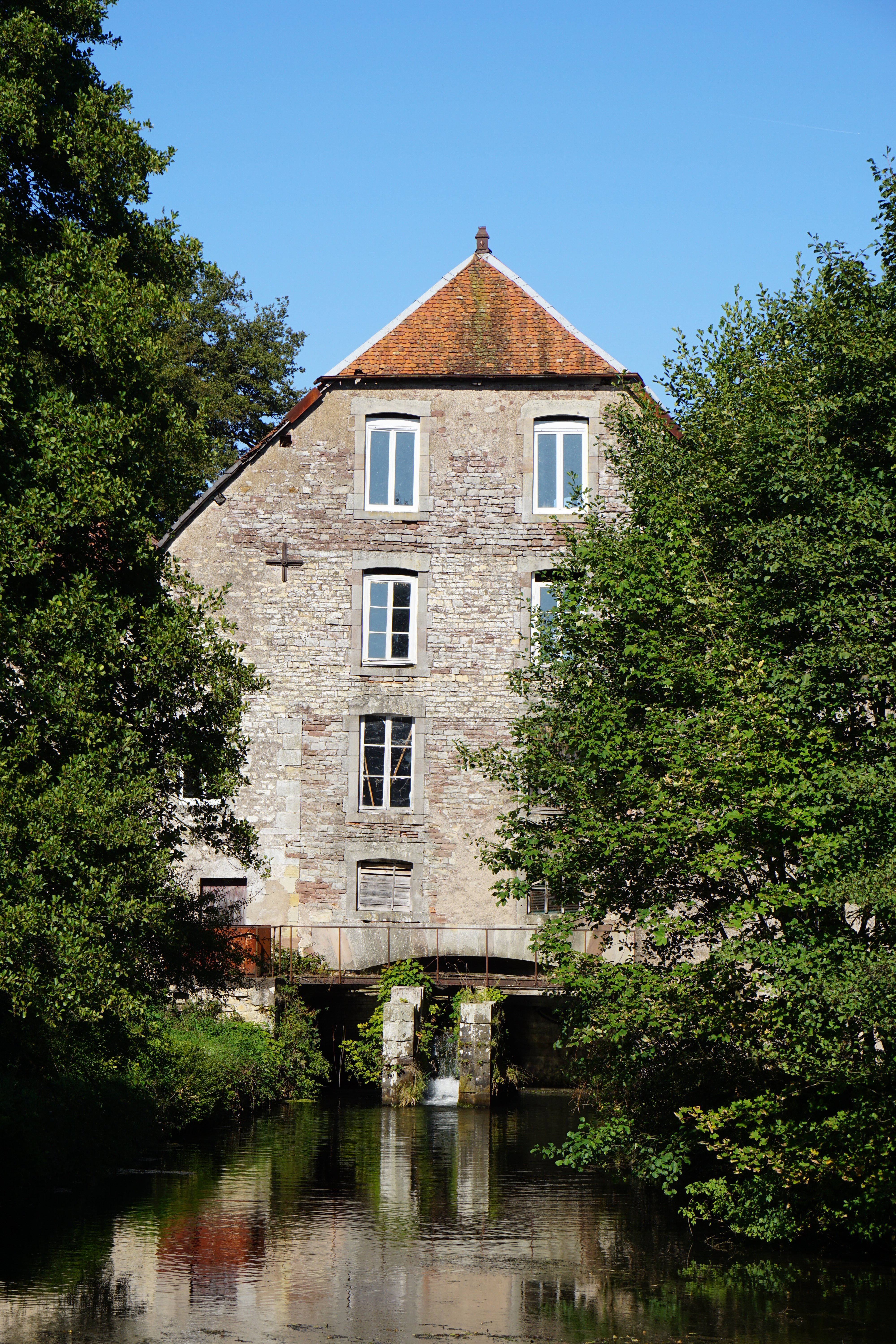
Wassermühle, Südwestseite
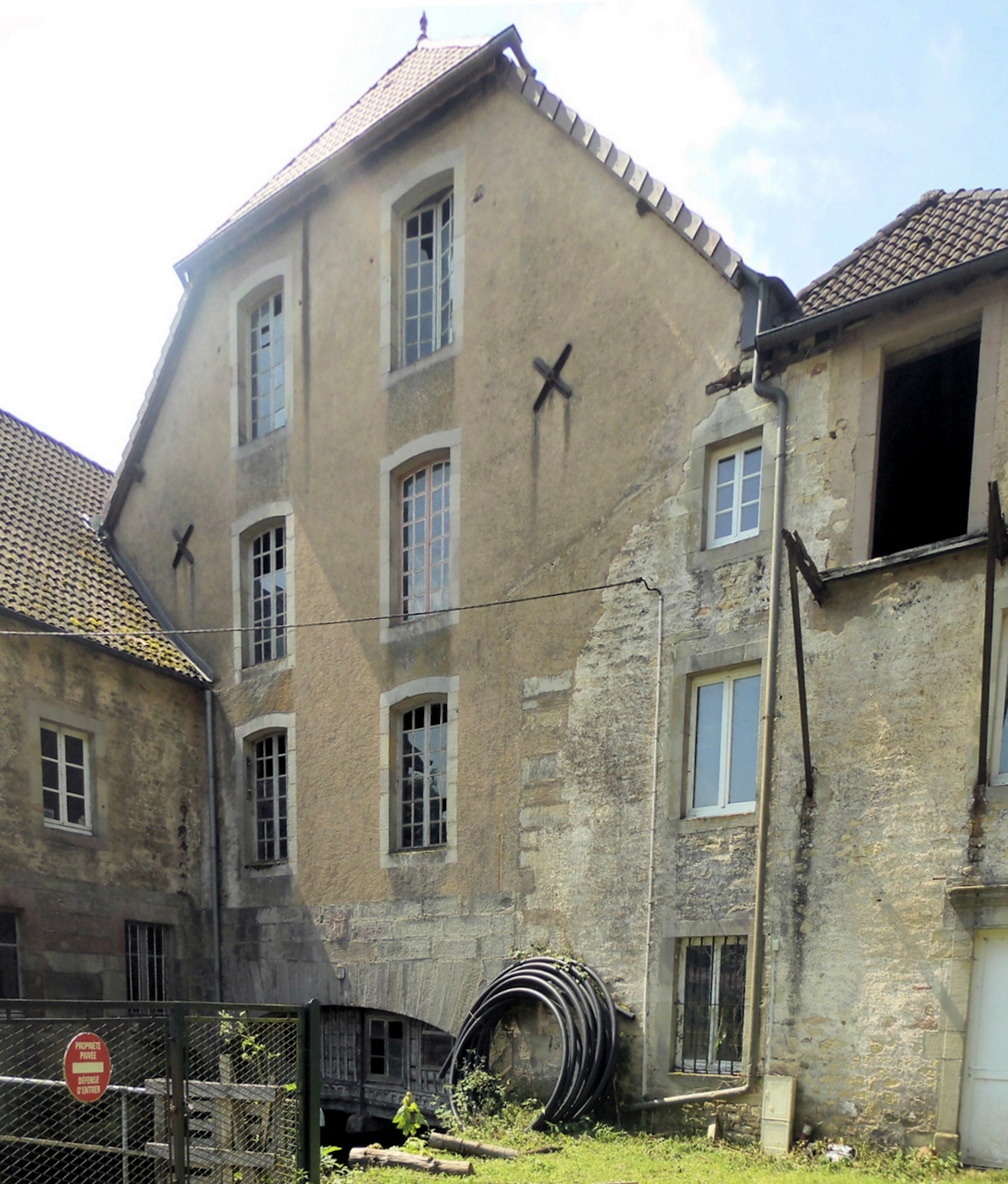
Wassermühle, Nordostseite